# Guelso Zaetta
Guelso Zaetta, né le 20 décembre 1931 à Piennes (Meurthe-et-Moselle) et mort le 20 avril 2025 à Nantes (Loire-Atlantique), est un footballeur français, qui évolue au poste d'attaquant au SCO Angers.

## Biographie

### Carrière
À l'issue de sa carrière de joueur, Guelso Zaetta intègre un centre de formation nantais jusque-là délaissé. Sous sa direction, les Canaris remportent deux coupes Gambardella (1974, 1975). Guelso Zaetta influence fortement les entraîneurs de l'équipe première Jean-Claude Suaudeau puis José Arribas en les pourvoyant de jeunes talents pratiquant un style de jeu dit « à la nantaise » qui donnera sa singularité aux Jaunes et Verts.

### Vie privée
Guelso Zaetta est marié à Andrée Saussur (1937-2013) avec qui il a deux enfants: Jean-François et Corinne,.

### Mort
Guelso Zaetta meurt le 20 avril 2025 à Nantes à l’âge de 93 ans.

## Clubs
- 1957-1961 :  Angers SCO
- → 1958 :  FC Nantes
- 1961-1963 :  RCFC Besançon[7]

## Palmarès
- Vainqueur de la Coupe Charles Drago en 1962 avec le RCFC Besançon

## Statistiques
| Saison                | Club                  | Championnat           | Championnat | Championnat | Coupe(s) nationale(s) | Coupe(s) nationale(s) | Total | Total |
| Saison                | Club                  | Division              | M.          | B.          | M.                    | B.                    | M.    | B.    |
| 1957-1958             | Angers SCO            | 1                     | 3           | 1           | 0                     | 0                     | 3     | 1     |
| 1958-1959             | Angers SCO            | 1                     | 20          | 2           | 0                     | 0                     | 20    | 2     |
| 1959-1960             | Angers SCO            | 1                     | 14          | 0           | 0                     | 0                     | 14    | 0     |
| 1960-1961             | Angers SCO            | 1                     | 15          | 0           | 1                     | 0                     | 16    | 0     |
| Sous-total            | Sous-total            | Sous-total            | 52          | 3           | 1                     | 0                     | 53    | 3     |
| 1957-1958             | FC Nantes (prêt)      | 2                     | 15          | 6           | 1                     | 0                     | 16    | 6     |
| 1961-1962             | RCFC Besançon         | 2                     | 24          | 0           | 4                     | 0                     | 28    | 0     |
| 1962-1963             | RCFC Besançon         | 2                     | 24          | 0           | 3                     | 0                     | 27    | 0     |
| Sous-total            | Sous-total            | Sous-total            | 48          | 0           | 7                     | 0                     | 55    | 0     |
| Total sur la carrière | Total sur la carrière | Total sur la carrière | 115         | 9           | 9                     | 0                     | 124   | 9     |